# Plymouth Roadrunner
Plymouth Roadrunner — среднеразмерный автомобиль класса muscle-car фирмы Plymouth, принадлежащей концерну Chrysler Corporation. Автомобиль производился в период с 1968 по 1980 годы.

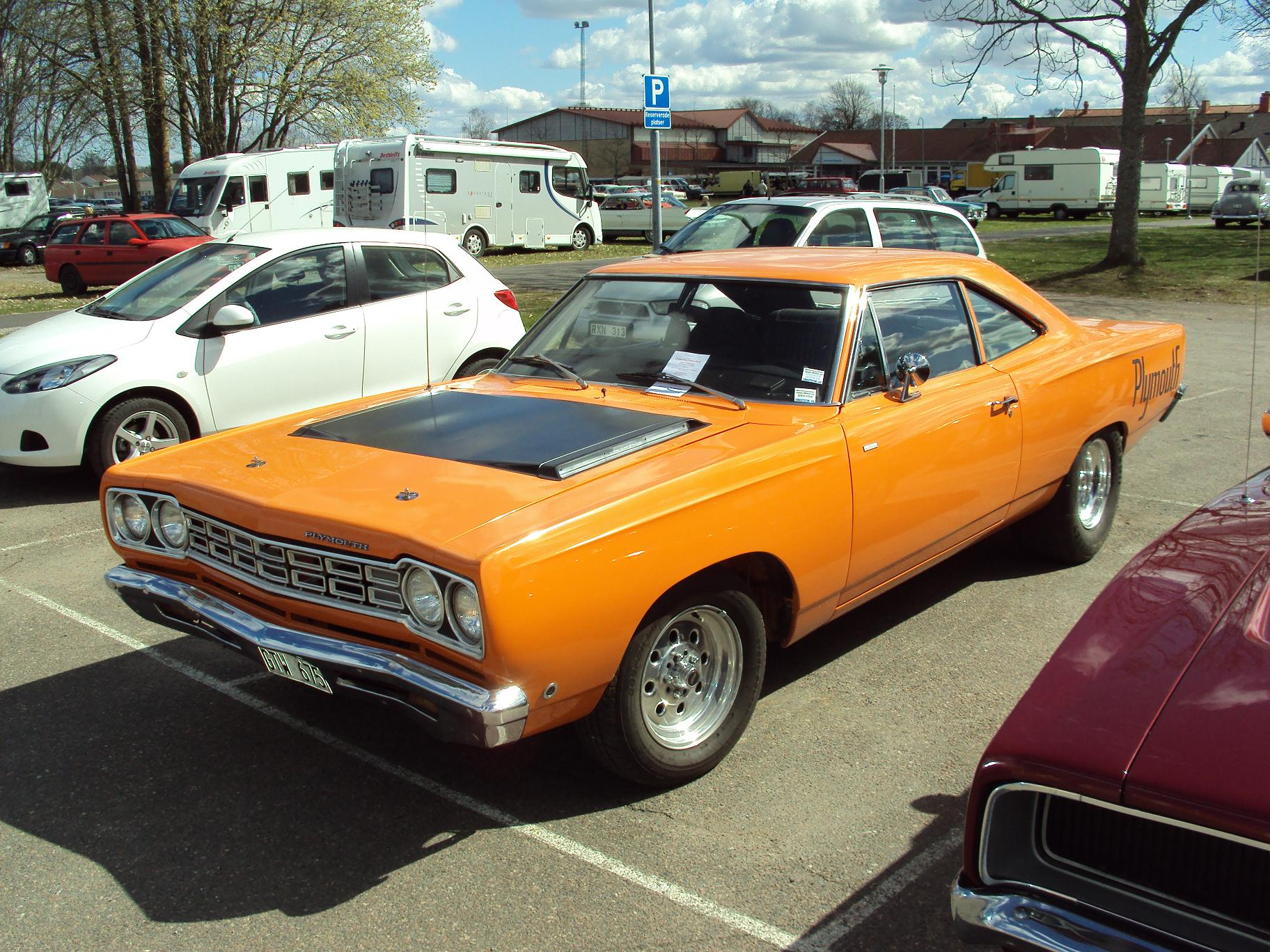
Plymouth Roadrunner образца 1968 года

Plymouth Roadrunner был создан в 1968 году как мускул-кар, способный ездить не менее быстро, чем его прямые конкуренты Chevrolet Chevelle и Pontiac GTO - но будучи при этом значительно дешевле их (базовая комплектация должна была уложиться в цену 3000$). За основу для нового автомобиля был взят среднеразмерный Plymouth Belvedere в кузове "хардтоп-купе", комплектация салона которого была упрощена, а под капот устанавливались только мощные моторы "383 Magnum" (6,3 л; 325 л.с.), "440 Magnum" (7,2 л; 375 л.с.) и "426 Hemi" (6,9 л; 425 л.с.). Несмотря на то, что изначально в 1968 планировалось продать лишь 2500 машин, реально покупателей нашли 45 тысяч автомобилей - вследствие чего Roadrunner стал также предлагаться в кузовах "купе" и "кабриолет".
В линейке концерна "Крайслер" аналогами автомобиля были Plymouth GTX (фактически тот же Roadrunner, но с более комфортабельным салоном и незначительными отличиями во внешнем оформлении) и Dodge Super Bee.
С 1971 года автомобиль строился на базе модели Plymouth Satellite, так как Belvedere в 1970 году был снят с производства. Roadrunner приобрёл более округлые обводы кузова, и при этом больше не выпускался в кузове "кабриолет". С 1972 года также не предлагался двигатель "426 Hemi", мощность остальных моторов начала падать, "GTX" из самостоятельной модели превратился в пакет опций (просуществовавший до 1974 года). После 1974 года был снят с производства и Satellite, и Roadrunner 1975 года базировался на шасси Plymouth Fury. С 1976 по 1980 годы Roadrunner производился на базе компакт-кара Plymouth Volaré.